# Colorado Springs, Colorado
Colorado Springs là một thành phố và quận lỵ của quận El Paso, tiểu bang Colorado, Hoa Kỳ. Đây là thành phố đông dân nhất của quận El Paso và là thành phố đông dân thứ hai bang Colorado sau Denver với dân số ước tính năm 2009 là 414,358 người, vùng đô thị thống kê Colorado Springs có dân số ước khoảng 626,227 người. Đây cũng là thành phố lớn nhất về diện tích của tiểu bang Corolado với diện tích 482  km².

## Liên kết
- City of Colorado Springs website Lưu trữ ngày 2 tháng 10 năm 2003 tại Wayback Machine
- Colorado Springs Fine Arts Center
- Colorado Springs Travel Information: Colorado Springs Convention & Visitors Bureau
- Early Capitol and Legislative Assembly Locations Lưu trữ ngày 15 tháng 10 năm 2013 tại Wayback Machine
- Colorado City Historical Society Lưu trữ ngày 14 tháng 2 năm 2009 tại Wayback Machine
- 1905 Magazine Article with historical photos